# 劉瑊
劉瑊（1531年—1586年），字玉儔，號淦溪，南直隸蘇州衛籍，江西峽江縣人，明朝政治人物。

## 生平
嘉靖四十三年（1564年）甲子科應天府鄉試第七十一名舉人。隆慶五年（1571年）中式辛未科會試第一百七名，一甲第二名進士（榜眼）。授翰林院編修，參與修撰《大明會典》，萬曆二年（1574年）给假，四年复除原官，八年（1580年），升任南京國子監司業，养病。五年后，改任北京國子監司業。萬曆十四年（1586年），升任左春坊左中允兼翰林院編修，管理司经局。同年卒于京。

## 家族
曾祖劉綱；祖父劉佃，歲貢生；父劉遠，按察司經歷。母郭氏。

## 佚事
《萬曆野獲編》載，劉瑊在蘇州鄉里聲名不佳，有子號“花面”，尤為跋扈。丙戌年，劉瑊卒於京，其家請人誦經，有人在其門貼對聯「陰府中羅刹夜叉，個個都愁凶鬼到；陽台上善男信女，人人盡賀惡人亡。」觀者大笑。
辛未會試時，江阴人袁舜臣在花灯上作了一首谜语诗，说“六经蕴籍胸中久，一剑十年磨在手。杏花头上一枝横，恐泄天机莫露口。一点累累大如斗，掩却半牀何所有。完名直待挂冠归，本来面目君知否？”大家都猜不出来，只有刘瑊看了一眼就知道，说这是“辛未状元”四个字。